# Joel McIlroy
Joel McIlroy (ur. 8 sierpnia 1973 w Sydney, w Nowej Południowej Walii) – australijski aktor. W grudniu 2002 zastąpił Martina Dingle'a Walla i przyjął rolę Flynna Saundersa, męża Sally Fletcher (Kate Ritchie) w australijskim serialu Zatoka serc. Grał Flynna od 2003 aż do 2006, gdy jego postać zmarła na raka. 

## Wybrana filmografia

### Seriale TV
- 1998: Szczury wodne (Water Rats) jako Eddie Olejarnick
- 2000: Cena życia (All Saints) jako Case Harpur
- 2001: Changi jako Bertie Jenkins
- 2002: Cena życia (All Saints) jako Frank Theros
- 2003-2006: Zatoka serc (Home and Away) jako Flynn Saunders